# Луково (Мазовецьке воєводство)
Луково (пол. Łukowo) — село в Польщі, у гміні Карнево Маковського повіту Мазовецького воєводства.
Населення — 325 осіб (2011).
У 1975—1998 роках село належало до Цехановського воєводства.

## Демографія
Демографічна структура станом на 31 березня 2011 року:
|          | Загалом | Допрацездатний вік | Працездатний вік | Постпрацездатний вік |
| -------- | ------- | ------------------ | ---------------- | -------------------- |
| Чоловіки | 163     | 31                 | 119              | 13                   |
| Жінки    | 162     | 34                 | 84               | 44                   |
| Разом    | 325     | 65                 | 203              | 57                   |